# 日本國鐵EF13型電力機車
EF13型电力机车（日语：EF13形電気機関車）是日本铁路的干线货运电力机车车型之一，由日立製作所、川崎車輛、東京芝浦電氣等企业联合设计制造，适用于供电制式为1500伏直流电的电气化铁路。

## 历史

### 研制
1941年（昭和16年），为了满足日本铁路货运量增大的需要，日立製作所、汽車製造、三菱電機、日本車輛製造等企业在EF10型电力机车的基础上，开发研制了加大功率的EF12型电力机车，小时功率由1350千瓦提高到1600千瓦。太平洋战争期间，为了满足军事运输的需求，对日本铁路的运输能力提出了更高要求。但由于战争形势日渐恶化，战时物资短缺的情况更为严重，并对传统电力机车的生产造成困难。因此，决定开发一种在EF12型电力机车基础上进行简略化的“战时型机车”，即EF13型电力机车。
EF13型电力机车贯彻了“战时设计”的设计理念。战前的日本国铁大型电力机车均采用标准化的箱形车体，车体长度涵盖主转向架上的所有动轮轮对，机车两端为架设在导轮转向架上的露天通过台区域。而EF13型电力机车为了尽可能节省钢材，采用了混合棚式和罩式车体特点的凸型结构车体，车体中部是一个长度较短的箱型车体，而车体前后各设有一个短罩形状的机械室，机车两端仍设有露天的通过台。为简化生产工序和提高生产速度，机车的外观设计采用最简单的直线基调风格，并去除了所有与机车功能无关的装饰设计，因而造就了这种特殊的外形。
这种结构为数不多的优势是改善了司机室的震动性能，由于司机室比较靠近车体中央，因此比设置在机车两端的司机室降低了横向摇动的幅度；但由于取消了司机室的暖气装置，乘务人员在冬季的工作条件也较为恶劣。除此之外，为了防范空袭对机车内人员造成伤害，司机室亦设有防弹设施，司机室两侧内壁装有厚度为13毫米的钢板，内壁和外板之间以砂填充。
而车体内的设备布置、各种电机、通风设备及防护装置等，均采用了最简单的设计，甚至一定程度上不惜牺牲了安全性。最明显的例子是省略了对保护机车电气系统有重要作用的高速断路器，而代之以熔断器进行过电流保护；另外又省略了转向架的轴箱悬挂装置，使轴箱直接与转向架构架连接。对机车整体设计进行彻底简化的结果，是导致车体重量大幅减轻，动轮轴重低于设计标准；为确保动轮轴重保持在16.4吨的水平，机车上需要增加一定数量的混凝土块作为压载配重。
EF13型电力机车的设计功率与EF12型电力机车相同，小时功率均为1600千瓦，理论上应有相同的性能水平。但由于机车采用了简化设计和代用零部件，导致机车性能未能达到设计标准，实际性能仅接近于小时功率均为1350千瓦的EF10型电力机车。此外，考虑到使用磁场削弱或会缩短牵引电动机寿命，因此EF13型电力机车和同为战时设计的63系电力动车组一样，取消了对牵引电动机的磁场削弱控制功能，使机车的调速性能进一步下降。作为一种在战时生产的粗糙产品，导致了EF13型电力机车较高的故障率和较低的运用率，甚至还被铁路工人讥讽为“用水泥和木材制成的机车”。
首台EF13型电力机车于1944年研制成功，在战争期间共试制了7台，并在终战之后继续生产。至1947年随着后继的EF15型电力机车的出现而停产，日立製作所、川崎車輛東京芝浦電氣共生产了31台EF13型电力机车。

### 改造

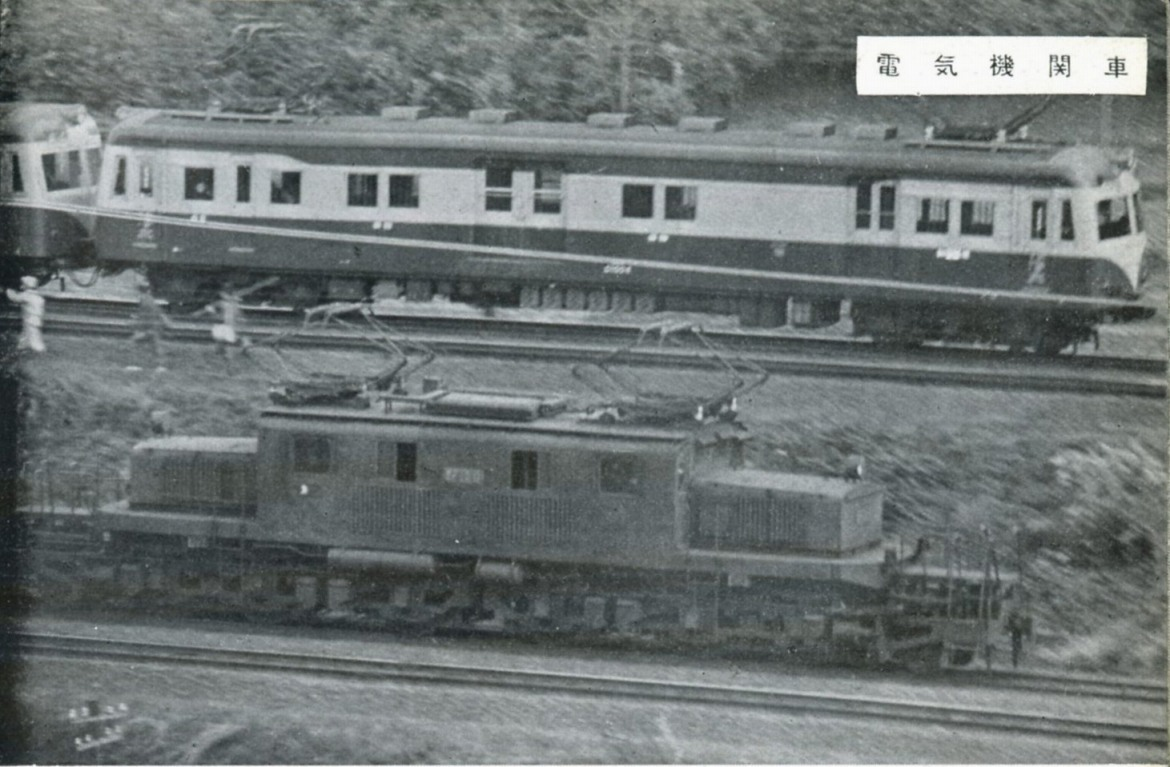
1950年代初，进行车体改造前的EF13型电力机车，背景为80系电力动车组

1948年，EF13型电力机车开始进行战后第一次技术改造，包括恢复安装在简化设计中被省略的高速断路器，更换气动控制式的PS14型受电弓，将原本位于司机室车顶的头灯前移至机械室短罩的前端，并增加磁场削弱控制的功能。同时在这次改造中，EF13型电力机车亦应用许多在EF58型电力机车上的新型机械设备。
1953年至1957年之间，EF13型电力机车进行第二次技术改造。由于第一批共31台的EF58型电力机车全部改装新造的半流线型车体，而剩余的旧箱型结构车体则全部改装到31台EF13型电力机车上，取代原本使用的凸型结构车体。EF58型机车的旧箱型车体的大小与EF13型机车的车体大致相同，仅转向架中心间距和车体支承装置略有差异，因此只需要简单改造即可更换车体。
车体更换工程分散在该四年之内陆续进行，而非一次性对所有机车同时进行改造，每次选取检修时间相若的EF13、EF58型电力机车各一台进行改造，所以并没有特意按机车编号作配对，其中只有EF13型5、26号机车恰好取用了相同编号的EF58型机车的旧车体。
| EF13 | 1 | 2  | 3  | 4  | 5 | 6  | 7  | 8  | 9  | 10 | 11 | 12 | 13 | 14 | 15 | 16 | 17 | 18 | 19 | 20 | 21 | 22 | 23 | 24 | 25 | 26 | 27 | 28 | 29 | 30 | 31 |
| EF58 | 4 | 23 | 21 | 27 | 5 | 28 | 30 | 11 | 12 | 29 | 16 | 6  | 20 | 9  | 18 | 10 | 14 | 24 | 15 | 25 | 19 | 7  | 1  | 2  | 8  | 26 | 13 | 31 | 22 | 17 | 3  |

### 运用
| EF13型电力机车配属表（1951年6月10日） |          |      |                                              |
| 铁道管理局                            | 机关区   | 数量 | 机车编号                                     |
| 東 京                                 | 新鶴見   | 7    | 10、26、27、28、29、30、31                   |
| 高 崎                                 | 高崎第二 | 5    | 21、22、23、24、25                           |
| 新 潟                                 | 水 上    | 6    | 1、2、3、4、12、13                           |
| 新 潟                                 | 濱 松    | 13   | 5、6、7、8、9、11、14 15、16、17、18、19、20 |

EF13型电力机车投入运用初期，主要在战前已经完成局部电气化的东海道本线和中央本线牵引货物列车。1947年，上越线全线完成电气化改造后，EF13型电力机车开始在该线担当货物列车和旅客列车的牵引任务，直至越来越多的EF15型电力机车投入上越线。1960年代初，EF13型电力机车亦曾经被用于新干线列车转移和回送。EF13型电力机车被调离上越线后，重新投入到中央本线牵引普通旅客列车。由于EF13型电力机车只有蒸汽锅炉而没有新式的列车供电系统，在冬季牵引旅客列车时必须在机后一位加挂暖房车。
EF13型电力机车作为一种战时设计车辆，在研制时就预计其使用寿命不会太长，但因为战争结束后迫切需要大量机车来提高铁路运输能力，经过整修的EF13型电力机车仍然被长期使用，不仅在中央本线牵引普通旅客列车，也在首都圈和东海道本线牵引货物列车。此后，随着EF60型电力机车等开始投入首都圈的货物列车牵引，EF13型电力机车于1977年（昭和52年）开始逐步报废。1979年（昭和54年）2月17日，立川机关区的EF13-24号机车完成最后一次牵引任务后，EF13型电力机车全部停运。1979年11月，EF13-3号机车成为最后一台报废的EF13型电力机车，所有报废机车均被拆解。

## 参看
- EF12型电力机车
- EF58型电力机车
- EF57型电力机车
- 日本电力机车列表